# Stethorrhagus lupulus
Stethorrhagus lupulus là một loài nhện trong họ Corinnidae.
Loài này thuộc chi Stethorrhagus. Stethorrhagus lupulus được Eugène Simon miêu tả năm 1896.